# Station Fushimi-Inari
Station Fushimi-Inari (伏見稲荷駅, Fushimi-Inari) is een spoorwegstation in de wijk Fushimi-ku in de Japanse stad  Kyoto. Het wordt aangedaan door de Keihan-lijn. Het station heeft twee sporen, gelegen aan twee zijperrons. 

## Treindienst

### Keihan-lijn
| 1 | ■ Keihan-lijn | richting Sanjō en Demachiyanagi                            |
| 2 | ■ Keihan-lijn | richting Hirakatashi, Kyōbashi, Yodoyabashi en Nakanoshima |

## Geschiedenis
Het station werd in 1910 onder de naam Inari-Shindō geopend, al werd dit nog hetzelfde jaar in de naam Inari veranderd. Om verwarring met het gelijknamige JR West-station te voorkomen werd de naam veranderd in Inari-Jinja veranderd, om uiteindelijk in 1948 de huidige naam te krijgen: de status van de Fushimi-Inari-schrijn werd 'opgewaardeerd' tot Taisha, wat de naamsverandering noodzakelijk maakte.        

## Overig openbaar vervoer
Bus 5.

## Stationsomgeving
- Station Inari aan de Nara-lijn
- Fushimi-Inari-schrijn
- Politieschool van Kioto
- Biwako-kanaal
- Lawson